# Javi López
Javier 'Javi' López Rodríguez (Osuna, 21 januari 1986) is een Spaans voetballer die doorgaansals rechtsback speelt. Hij verruilde Real Betis in 2007 voor RCD Espanyol.

## Clubcarrière
López speelde in de jeugdopleiding van Real Betis. In 2007 trok hij naar RCD Espanyol. Op 4 oktober 2009 debuteerde hij voor Espanyol in de Primera División tegen Villarreal CF. In 2010 werd hij door Mauricio Pochettino definitief bij het eerste elftal gehaald. Pochettino gebruikte López zowel op het middenveld als in de verdediging. Later werd hij omgevormd tot rechtsback.
1 García ·
3 Gómez  ·
4 Kumbulla ·
5 Calero ·
6 Cabrera ·
7 Puado ·
8 Expósito ·
9 Véliz ·
10 Lozano ·
11 Milla ·
12 Tejero ·
13 Pacheco ·
14 Oliván ·
15 Gragera ·
16 Cheddira ·
17 Carreras ·
18 Aguado ·
19 Sánchez ·
20 Král ·
22 Romero ·
23 El Hilali ·
24 Cardona ·
31 Roca ·
33 Fortuño ·
37 Ünüvar ·
Coach: González